# Leo Nuyts
Leo Nuyts (Borgerhout, 16 april 1939 - Wijnegem, 22 augustus 1999) was een Belgisch politicus voor de CVP.

## Levensloop
Nuyts nam in 1976 voor het eerst deel aan de gemeenteraadsverkiezingen in Wijnegem.
Hij werd aangesteld als burgemeester, een mandaat dat hij zou uitoefenen tot aan zijn dood. Na zijn dood werd hij opgevolgd door Leo Carpentier (CVP).
Onder zijn bewind werd gestart met het Wijnegem Shopping Center. Hij startte ook met de bouw van een nieuw gemeentehuis, het cultureel centrum, de sporthal en het zwembad.
Beroepsmatig was hij bedrijfsjournalist en daarna woordvoerder bij Electrabel.
In de binnentuin van het gemeentehuis van Wijnegem bevindt zich het smeedijzeren kunstwerk  'Wederzijds sfeerbeeld'  van beeldhouwer Jef De Cock ter nagedachtenis van Nuyts. Het werk symboliseert de idee open huis en is opgetrokken uit chroomnikkelstaal en messing.